# Ralliement national des Métis
 (mai 2017).
Le Ralliement national des Métis (anglais : Métis National Council) est la représentation des Métis au Canada. 
Le RNM représente la nation métisse à l'échelle nationale et internationale et reçoit ses directives de la direction élue de la Nation métisse de l'Ontario. L'objectif de la RNM est « d'assurer un espace pour la nation métisse, à l'intérieur de la fédération canadienne ». Il représente plus de 350 000 membres en Alberta, en Saskatchewan, en Ontario, en Colombie-Britannique et dans les Territoires du Nord-Ouest.

## Historique
Le Ralliement national a été créé en 1983, pour promouvoir la reconnaissance des Métis en tant que groupe ethnique distinct qui s'identifie séparément de tout groupe autochtone, qui est une partie de l'ascendance de la Nation métisse (il s'agit de la Nord-ouest et de la Rivière Rouge (Manitoba) où ils sont devenus une nation séparée) et l'un qui est accepté en tant que Métis, par la Nation métisse, dans leur communauté. Ce ralliement a été formé au Canada, par l'article 35 de la Loi constitutionnelle de 1982. Il est reconnu comme la voix du peuple métis dans cinq provinces canadiennes au Gouvernement du Canada, et représente les Métis sur la scène internationale. 
Le Ralliement national est régi par un conseil des gouverneurs composé des présidents des organisations métisses provinciales, et le président national. Un ancien président national du Ralliement est Yvon Dumont, qui est devenu le Lieutenant-gouverneur du Manitoba. En 2021, le RNM a élu la première femme présidente de son histoire, Cassidy Caron, qui remplace Clément Chartier qui était en poste depuis 2003.
Le RNM est composé de cinq organisations métisses provinciales. Ils sont :
- Nation métisse de la Colombie-Britannique
- Nation métisse de l'Alberta
- Nation métisse de la Saskatchewan
- Fédération des Métis du Manitoba
- Nation métisse de l'Ontario.

Au sein de chaque organisme provincial sont des conseils régionaux.

## Présidents
- Yvon Dumont (1988–1993)
- Gérald Morin (1993–2003)
- Audrey Poitras (12 janvier, 2003 Président intérim et porte-parole national)
- Clément Chartier (2003–2021)
- Cassidy Caron (2021-)